# Marten Heemskerck van der Heck
Marten Heemskerck van der Heck (Alkmaar, ca. 1607 – aldaar, begraven op 29 januari 1656) was een Noord-Nederlandse schilder en tekenaar.
Hij was de zoon van Claes Jacobsz. van der Heck, eveneens schilder, en Cecilia Aertsdr. van Wede. Zijn grootmoeder van vaderskant was een zus van de bekende schilder Maerten van Heemskerck.
Marten Heemskerck van der Heck groeide op in een kunstzinnige omgeving en leerde de basisprincipes van het schilderen van zijn vader. 
Hij werd voor het eerst genoemd als schilder in een getuigenis uit 1641. Na de dood van zijn vader in 1653 schreef hij zich in bij het Sint-Lucasgilde in Alkmaar, waarschijnlijk om het atelier van zijn vader over te nemen. In 1654 werd hij deken van het gilde. Hij werkte voornamelijk in Alkmaar van 1641 tot zijn dood in januari 1656. Zijn specialisatie lag in het schilderen van landschappen, met name van het kasteel en de abdij van Egmond. Volgens Houbraken bereikte hij niet het niveau van zijn vader.
- Biografisch Portaal: 32358834
- RKD-Nederlands Instituut voor Kunstgeschiedenis: 36782
- Union List of Artist Names: 500049650
- Virtual International Authority File: 96012874